# Eremitkrebs
Almindelig eremitkrebs (Pagurus bernhardus, tidligere Eupagurus bernhardus) er den almindeligste eremitkrebs på Europas atlanterhavskyst. Den er omkring 3,5 centimeter lang og lever på både sandet og klippefyldt bund fra de arktiske egne omkring Island og Svalbard til det sydlige Portugal. Udbredelsesområdet strækker sig dog ikke ind i Middelhavet. Den kan findes i salte strandsøer og fra tidevandszonen med dybder op til 140 meter. De mindre individer findes generelt på mindre vanddybder og mere kystnært end de større eksemplarer.
Almindelig Eremitkrebs er ådselædere og lever af døde dyr og plantedele, men kan også finde føde gennem filtrering af havvandet hvis nødvendigt.
Den benytter sig af sneglehuset fra en række sneglearter til beskyttelse af deres nøgne og bløde bagkrop. Ofte forekommer fastgroede søanemoner på sneglehuset. Eremitkrebsene skifter til gradvist større sneglehuse i takt med, at de vokser, og kæmper ofte indbyrdes om egnede sneglehuse. De har tit forkærlighed for huse fra særlige sneglearter.